# MTV Europe Music Awards/Biggest Fans
Der MTV Europe Music Awards for Biggest Fans wurde 2011 erstmals verliehen. Er richtet sich an Fangruppen von Stars. Justin Bieber beziehungsweise seine „Beliebers“ und BTS und ihre „ARMY“ gewannen den Award zwei Mal in Folge.

## Nominierte und Gewinner
| Jahr                   | Künstler        | Fangruppenname | EN |
| ---------------------- | --------------- | -------------- | -- |
| 2011                   |                 |                |    |
| Lady Gaga              | Little Monsters | [ 1 ]          |    |
| Thirty Seconds to Mars | Echelon         | [ 1 ]          |    |
| Justin Bieber          | Beliebers       | [ 1 ]          |    |
| Selena Gomez           | Selenators      | [ 1 ]          |    |
| Paramore               | Paraholic       | [ 1 ]          |    |
| 2012                   |                 | [ 1 ]          |    |
| One Direction          | Directioners    | [ 2 ]          |    |
| Lady Gaga              | Little Monsters | [ 2 ]          |    |
| Justin Bieber          | Beliebers       | [ 2 ]          |    |
| Katy Perry             | KatyCats        | [ 2 ]          |    |
| Rihanna                | Rihanna Navy    | [ 2 ]          |    |
| 2013                   |                 | [ 2 ]          |    |
| Tokio Hotel            | Aliens          | [ 3 ]          |    |
| Lady Gaga              | Little Monsters | [ 3 ]          |    |
| Justin Bieber          | Beliebers       | [ 3 ]          |    |
| One Direction          | Directioners    | [ 3 ]          |    |
| Thirty Seconds to Mars | Echelon         | [ 3 ]          |    |
| 2014                   |                 | [ 3 ]          |    |
| One Direction          | Directioners    | [ 4 ]          |    |
| Nicki Minaj            | Barbz           | [ 4 ]          |    |
| Justin Bieber          | Beliebers       | [ 4 ]          |    |
| 5 Seconds of Summer    | 5SOSFam         | [ 4 ]          |    |
| Ariana Grande          | Arianators      | [ 4 ]          |    |
| 2015                   |                 | [ 4 ]          |    |
| Justin Bieber          | Beliebers       | [ 5 ]          |    |
| 5 Seconds of Summer    | 5SOSFam         | [ 5 ]          |    |
| One Direction          | Directioners    | [ 5 ]          |    |
| Katy Perry             | KatyCats        | [ 5 ]          |    |
| Taylor Swift           | Swifties        | [ 5 ]          |    |
| 2016                   |                 | [ 5 ]          |    |
| Justin Bieber          | Beliebers       | [ 6 ]          |    |
| Ariana Grande          | Arianators      | [ 6 ]          |    |
| Beyoncé                | BeyHive         | [ 6 ]          |    |
| Lady Gaga              | Little Monsters | [ 6 ]          |    |
| Shawn Mendes           | Mendes Army     | [ 6 ]          |    |
| 2017                   |                 | [ 6 ]          |    |
| Shawn Mendes           | Mendes Army     | [ 7 ]          |    |
| Taylor Swift           | Swifties        | [ 7 ]          |    |
| Ariana Grande          | Arianators      | [ 7 ]          |    |
| Katy Perry             | KatyCats        | [ 7 ]          |    |
| Justin Bieber          | Beliebers       | [ 7 ]          |    |
| 2018                   |                 | [ 7 ]          |    |
| BTS                    | ARMY            | [ 8 ]          |    |
| Camila Cabello         | Camilizers      | [ 8 ]          |    |
| Selena Gomez           | Selenators      | [ 8 ]          |    |
| Shawn Mendes           | Mendes Army     | [ 8 ]          |    |
| Taylor Swift           | Swifties        | [ 8 ]          |    |
| 2019                   |                 | [ 8 ]          |    |
| BTS                    | ARMY            | [ 9 ]          |    |
| Ariana Grande          | Arianators      | [ 9 ]          |    |
| Billie Eilish          | Avocados        | [ 9 ]          |    |
| Shawn Mendes           | Mendes Army     | [ 9 ]          |    |
| Taylor Swift           | Swifties        | [ 9 ]          |    |